# Lakton

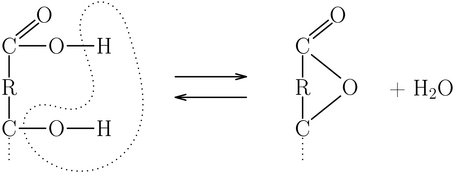
Lakton keletkezése hidroxi-karbonsavból

Az észterek szerkezete

A laktonok gyűrűs (belső) észterek. Jellemző csoportjuk az észterekével azonos: –O–CO–, amely a laktonok esetén a gyűrű része.
Hidroxikarbonsavból származtathatók, és a gyakorlatban is előállíthatók így. A karboxilcsoport a lánc egyik végén, a hidroxilcsoport általában a lánc másik végéhez közel van. A két hidroxilcsoportból kilép egy vízmolekula, a maradék szén és oxigén összekapcsolódva zárja a gyűrűt.

## A laktonok elnevezése
A nyílt láncú hidroxikarbonsavakból képzett laktonok szisztematikus neve
- a karbonsavval azonos szénatomszámú szénhidrogén nevéből képezhető az -olid végződéssel
- a sav triviális nevéből is képezhető: a -sav végződés helyére az -olakton kerül (pl. acetolakton)
- sok laktonnak triviális neve van (pl. aszkorbinsav).

A gyűrűzáródás helyét számmal vagy görög betűvel tüntetik fel. A karbonilcsoport szénatomja az 1-es, a szomszédos a 2-es vagy α, az azt követő a 3-as vagy β.
|                |                |                |                |               |
| α-propiolakton | β-propiolakton | γ-valerolakton | δ-valerolakton | ε-kaprolakton |

## Reakciók
A gyűrűs vegyületek között általában az 5 és 6 atomosak a legstabilabbak, vagyis a γ- és δ-laktonok.
Az α-laktonok csak tömegspektrométeres kísérletekben, átmeneti vegyületként mutathatók ki.
β-laktonok léteznek, de csak speciális módszerekkel állíthatók elő.
A γ-laktonok annyira stabilak, hogy γ-hidroxi-karbonsavakból nyomban, spontán keletkeznek (híg savas közegben, szobahőmérsékleten).

### Hidrolízis
Lúgos közegben (NaOH), melegítés hatására a lakton visszaalakul az eredeti, nyílt láncú vegyületté. A folyamat megfordítható, és dinamikus egyensúly alakul ki. A nyílt láncú észterektől eltérően azonban az egyensúly itt a laktonképződés felé tolódik, ugyanis a laktonképződés molekulaszám-növekedéssel, és ennek következtében entrópianövekedéssel jár.

### Redukció
A lakton lítium-alumínium-hidriddel (LiAlH4) száraz éterben diollá (kétértékű alkohollá) redukálható. Először az észterkötés bomlik fel, aztán a karboxilcsoport (–COOH) redukálódik hidroxilcsoporttá (–OH).

## A lakton szó eredete

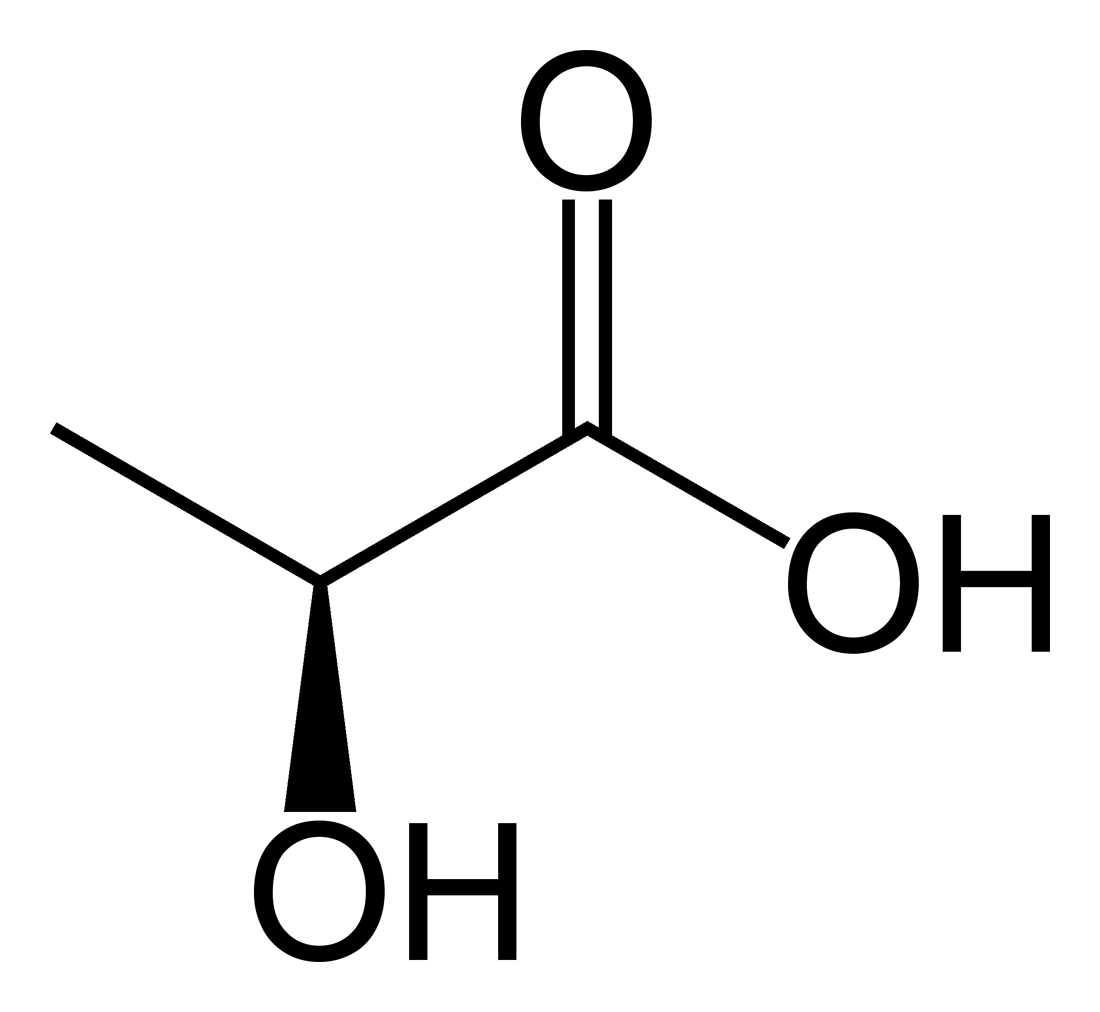
Tejsav

Dilaktid

A legegyszerűbb hidroxi-karbonsav a tejsav. Hevítés és megfelelő katalizátor hatására dehidratálódik (vizet veszít), és gyűrűs észter, dilaktid keletkezik belőle (lac, lactis latinul tejet jelent). E vegyületről nevezték el a gyűrűs észtereket laktonnak, bár a dilaktid két tejsavmolekulából keletkezik, a laktonok viszont egy hidroxi-karbonsavból.

## Fordítás
Ez a szócikk részben vagy egészben  a   Lactone című angol Wikipédia-szócikk fordításán alapul.  Az eredeti cikk szerkesztőit annak laptörténete sorolja fel. Ez a jelzés csupán a megfogalmazás eredetét és a szerzői jogokat jelzi, nem szolgál a cikkben szereplő információk forrásmegjelöléseként.